# Ukřižování s šesti pašijovými příběhy (Maître de Jacques de Besançon)

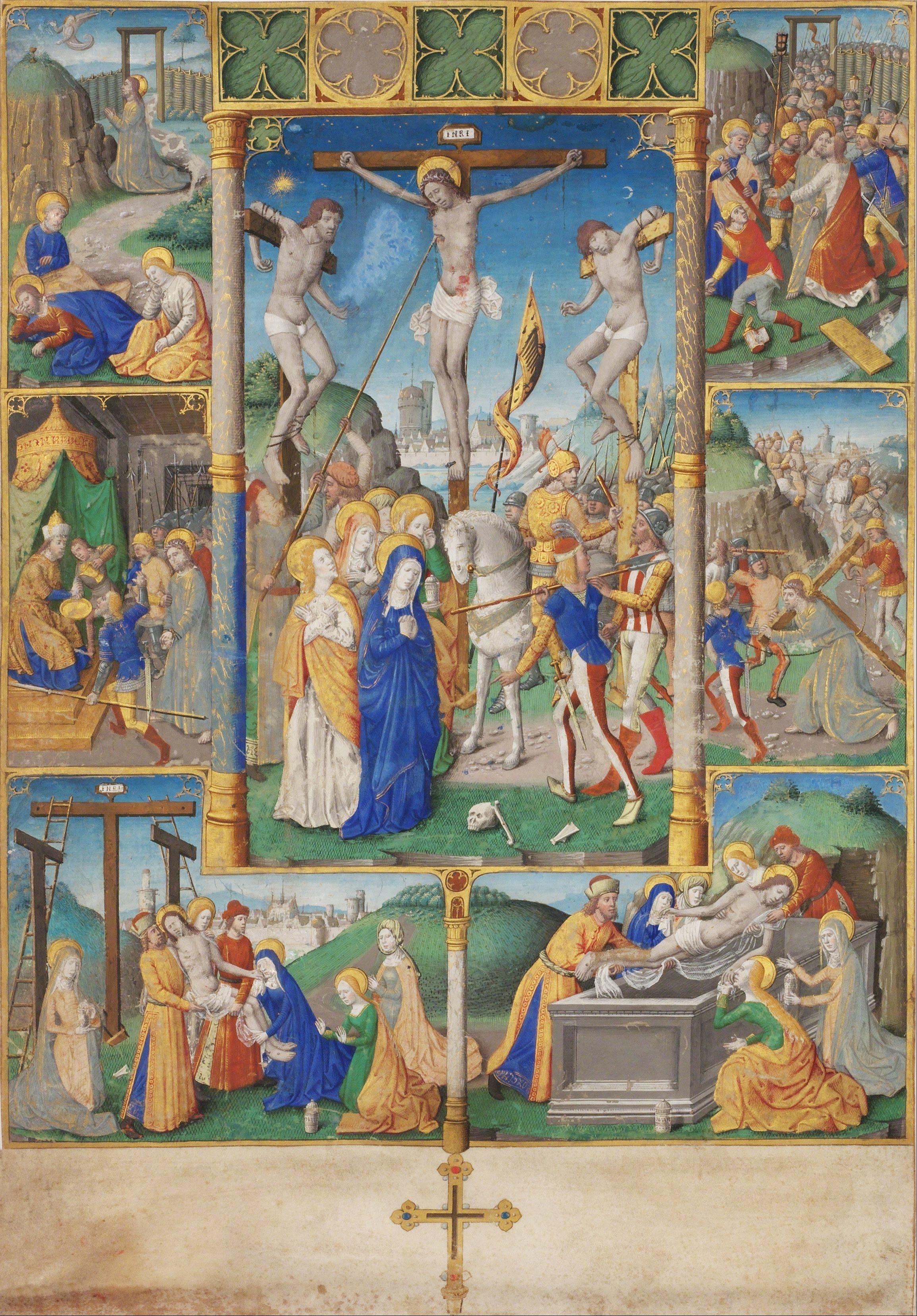
Mistr Jakuba z Besançonu, Ukřižování s šesti pašijovými příběhy, Národní galerie v Praze – Google Art Project

Ukřižování s šesti pašijovými příběhy (kolem 1490), jehož autorem je původně anonymní francouzský iluminátor označovaný jako Mistr Jakuba z Besançonu (Maître de Jacques de Besançon), později identifikovaný jako François Barbier mladší, patří k významným dílům středověkého umění ve sbírce grafiky a kresby Národní galerie v Praze. Roku 2012 bylo vybráno pro Google Art Project jako součást světového kulturního dědictví.

## Popis a zařazení
Celostránková iluminace, velikost 363 x 249 mm. Kresba štětcem krycími barvami a zlatem na pergamenu. Získáno převodem z Uměleckoprůmyslového muzea v Praze roku 1951. Inv. č. K 36879.
List pochází z misálu Ms. 410, chovaného v Mazarinově knihovně v Paříži, který je o něco starší než podobný Misál z roku 1492, určený pro katedrálu Notre Dame (Ms. 412). Scény Ukřižování jsou v obou misálech podobné pokud jde o celkovou kompozici i některé detaily. Centrální scéna Ukřižování se třemi kříži s množstvím postav je zasazena do hlubokého prostoru s členitou krajinou. Architektonické orámování jednotlivých výjevů je podobné křídlovému oltáři. Pašijové scény navazují zleva doprava a dolů (Kristus na hoře Olivetské, Zatčení Krista, Kristus před Kaifášem, Nesení kříže, Oplakávání a Kladení Krista do hrobu).
Z téhož misálu pochází frontispis, nyní v Kauffmannově sbírce v Londýně, jehož autorem je Maître de Coëtivy. List ze sbírky Národní galerie v Praze patří ke dvěma chybějícím úvodním stranám misálu. Autorství díla potvrdila historička umění Nicole Reynaudová, která se zabývá středověkými iluminacemi ve Francii.
Označení autora, který byl později ztotožněn se synem slavného iluminátora Francoise Barbiera, alias Mistra Františka, je poněkud zavádějící a je podrobněji uvedeno v článku Mistr Jakuba z Besançonu